# کریستف بامر
کریستف بامر (انگلیسی: Christoph Baumer؛ زادهٔ ۲۳ ژوئن ۱۹۵۲) گردشگر، عکاس، و نویسنده اهل سوئیس و کاشف و مورخ آسیای مرکزی است. او از سال ۱۹۸۴ اکتشافاتی را در آسیای مرکزی، چین، تبت و قفقاز انجام داده است.